# Ledsham (Cheshire)
Ledsham – wieś w Anglii, w hrabstwie ceremonialnym Cheshire, w dystrykcie (unitary authority) Cheshire West and Chester. Leży 10 km na północny zachód od miasta Chester i 275 km na północny zachód od Londynu. W 2001 miejscowość liczyła 88 mieszkańców.